# Schistidium confertum
Schistidium confertum là một loài Rêu trong họ Grimmiaceae. Loài này được (Funck) Bruch & Schimp. mô tả khoa học đầu tiên năm 1845.